# Ріо-де-Жанейрський бразильський храм
Ріо-де-Жанейрський бразильський храм (порт. Templo do Rio de Janeiro) - це 171-й храм Церкви Ісуса Христа Святих останніх днів. Розташований у місті Ріо-де-Жанейро.

## Історія
Про намір побудувати храм було оголошено президентом церкви Томасом С. Монсоном 6 квітня 2013 року під час піврічної генеральної конференції церкви. Храм було оголошено одночасно з храмом Сідар-Сіті, штат Юта. У той час це оголошення довело загальну кількість храмів у всьому світі до 170.
4 березня 2017 року відбулася церемонія закладки фундаменту під головуванням Клаудіо Р. М. Коста. 12 лютого 2020 року Церква Ісуса Христа Святих останніх днів оголосила, що день відкритих дверей планується провести з 17 квітня по 2 травня 2020 року з освяченням 17 травня 2020 року. Трохи більше ніж через місяць, в результаті інших змін у зв’язку з пандемією COVID-19, ці заходи були відкладені, доки уряд Бразилії знову не дозволив масові зібрання. 5 листопада 2021 року церква оголосила, що публічний день відкритих дверей буде проходити з 26 березня по 16 квітня 2022 року. Храм був освячений Гері Е. Стівенсоном з Кворуму Дванадцятьох, 8 травня 2022 року.